# Ideal Circus
Albums de Édouard Bineau
Exodus
(2002) L'Obsessioniste : Hommage au Palais Idéal du Facteur Cheval
(2007)
Ideal Circus est le second album du pianiste français Édouard Bineau.
Produit en 2005, il est distribué par Night Bird Music.

## Liste des titres
Les titres sont d'Edouard Bineau (sauf mention expresse)
1. Interface (Hank Jones) -- 6 min 22 s
2. Frédérique, part 1 -- 2 min 35 s
3. Frédérique, part 2 -- 6 min 45 s
4. WayFaring (traditionnel) -- 6 min 30 s
5. Angel Eyes (Earl Brent, Matt Denis) -- 9 min 00 s
6. Sad Inside -- 6 min 24 s
7. Bésame mucho (Consuelo Velazquez, Sunny Skylar) -- 6 min 17 s
8. Shurma -- 4 min 10 s
9. Ideal Circus -- 5 min 09 s
10. Vertigo -- 3 min 34 s
11. Doc Groovy & Mr Ride -- 5 min 13 s
12. Sad Lisa (Cat Stevens) -- 4 min 54 s

## Musiciens
1. Edouard Bineau : piano
2. Arnaud Lechantre : batterie
3. Gildas Boclé : contrebasse